# Túnel Laramie-Poudre
El túnel Laramie-Poudre (en inglés: Laramie-Poudre Tunnel) es un túnel en una zona montañosa en el estado de Colorado al oeste de los Estados Unidos. El túnel permite la transferencia de agua de la zona oeste de la cuenca del río Laramie, que drena hacia el río North Platte, al lado este de la cuenca del río de Poudre, que drena hacia el río South Platte.

## Descripción
El túnel es de unos 11.500 pies (3.500 m) de largo con diámetros variables, con un diámetro mínimo de aproximadamente 5.3 pies (1.6 m). El diámetro varía debido al diferente material extraído a través de la erosión de casi 90 años de flujo de agua. Se encuentra a unos 8.400 pies (2.600 m) de altura con cerca de un 1,7 grados por la pendiente. El río de Laramie se encuentra a unos 225 pies (69 m) más alto que el Río de Poudre.